# Quincy Jones

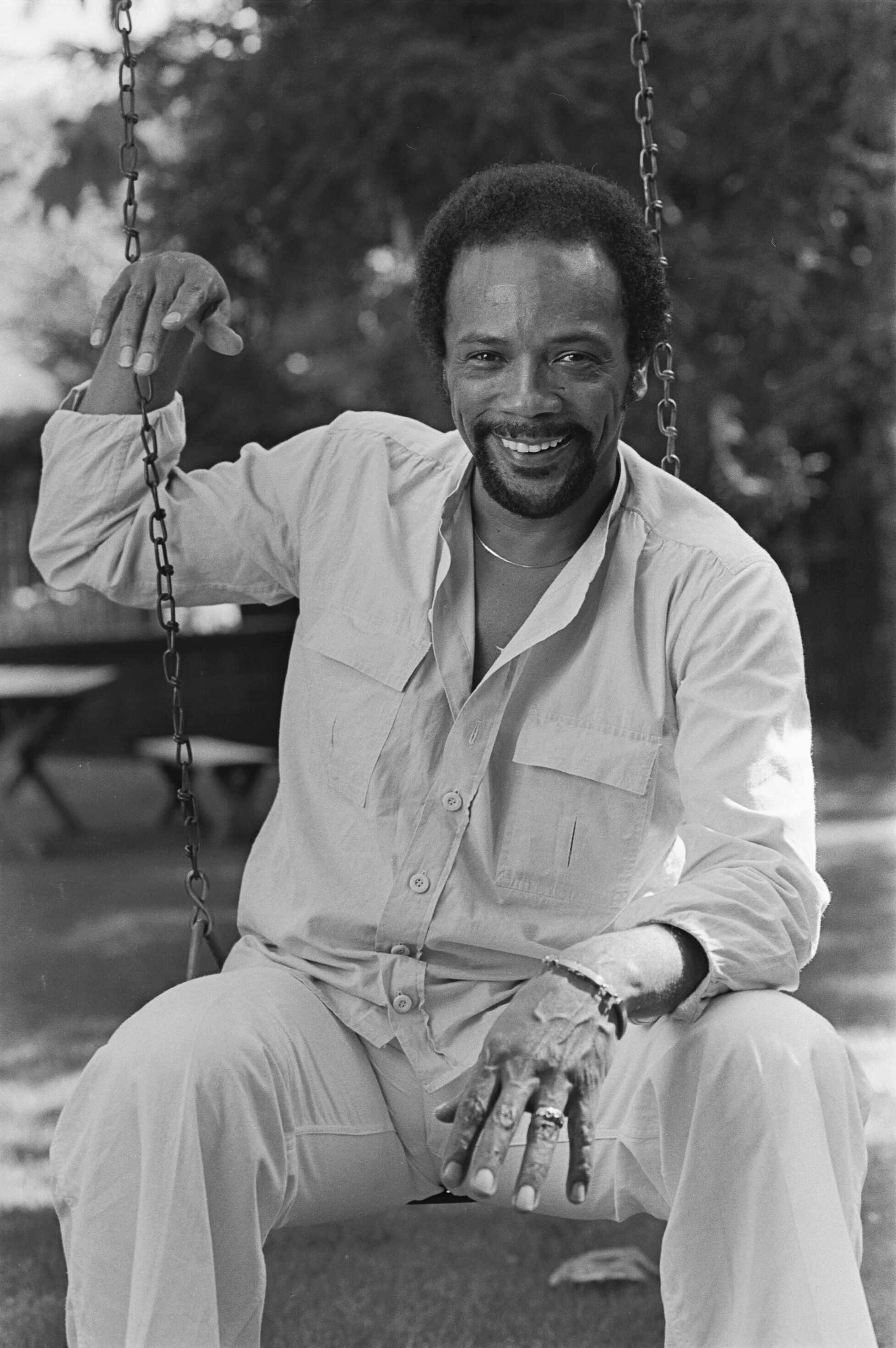
Quincy Jones, 1980.

Quincy Delight Jones, Jr., född 14 mars 1933 i Chicago i Illinois, död 3 november 2024 i Los Angeles i Kalifornien, var en amerikansk musiker, låtskrivare, musikproducent samt TV- och filmproducent. Jones var först känd som jazzmusiker, men blev senare även känd som producenten bakom Michael Jacksons album Off the Wall (1979), Thriller (1982) och Bad (1987).

## Biografi

### Karriär
Jones inledde sin musikerkarriär med att spela med jazzmusikern Ray Charles på jazzklubbar i Seattle i Washington. 1951 fick han framgång som trumpetare i Lionel Hamptons orkester. Han blev en skicklig arrangör och ledde ett flertal band. 1957 blev han skivproducent på skivbolaget Barclay Records i Paris. År 1960 blev Jones som den förste svarte anställde på en hög post hos ett stort skivbolag, Mercury Records. När jazzen inte längre var särskilt populär, blev han tillfrågad att producera singlar med popmusik. Den första blev "It's My Party" (1963) med Lesley Gore. 1962 skrev han Soul Bossa Nova, en lättillgänglig melodi som årtionden senare blev känd som temat i filmen Austin Powers. I mitten på 1960-talet flyttade han till Los Angeles och började skriva filmmusik, inklusive musiken till filmen Med kallt blod (1967). Han skrev även signaturmelodierna till åtskilliga TV-serier. 1969 spelade han in Walking in Space, en tidig jazz fusion-skiva.
Under 1970-talet producerade Jones mer popmusik och mindre jazz. Han fick på grund av det ta en del kritik från människor som ansåg att han sålde sig. 1977 fick han uppdraget att skriva musiken till The Wiz, en moderniserad version av Trollkarlen från Oz. Där träffade han Michael Jackson, som spelade en av rollerna i filmen, och de kom överens om att Jones skulle vara producent på Jacksons första soloskiva, Off the Wall. Succén och vänskapen gjorde att samarbetet fortsatte.
I mitten på 1980-talet var Quincy Jones producent för välgörenhetssingeln We Are the World. 1989 var han producent på Back on the Block, där stjärnor som Barry White, James Ingram, Dizzy Gillespie, Miles Davis, George Benson, Ella Fitzgerald och Sarah Vaughan var med, tillsammans med Big Daddy Kane och andra rap- och hiphopstjärnor. Bland de film- och TV-produktioner han var inblandad i kan nämnas komediserien Fresh Prince i Bel Air och dramafilmen Purpurfärgen. Han vann 26 Grammypriser och mottog Polarpriset 1994.

### Privatliv
Quincy Jones var gift tre gånger, bland annat med svenskan Ulla Jones med vilken han fick sonen Quincy Delight Jones III och dottern Martina Jones. Tillsammans med tredje hustrun Peggy Lipton fick han bland annat dottern Rashida Jones. Totalt fick han sju barn. Under några år på 1990-talet levde han tillsammans med skådespelerskan Nastassja Kinski. Han avled 2024 av cancer i bukspottkörteln.

## Filmografi i urval

### Kompositör
- 1961 – Pojken i trädet
- 1967 – I nattens hetta
- 1967 – Med kallt blod
- 1967–1968 – Brottsplats: San Francisco (TV-serie) (12 avsnitt)
- 1968 – Slutpunkt Berlin
- 1968 – Fästman sökes
- 1969 – Den vilda biljakten
- 1969 – Urladdning
- 1969 – Mackennas guld
- 1969 – Kaktusblomman
- 1970 – Man kallar mig MR. Tibbs!
- 1971 – Främling i egen stad
- 1971 – Den perfekta stöten
- 1972 – Fyra smarta bovar
- 1972 – Getaway - rymmarna
- 1977 – Rötter (TV-serie)
- 1978 – The Wiz
- 1985 – Purpurfärgen

### Produktion
- 1985 – Purpurfärgen
- 1990–1994 – Fresh Prince i Bel Air (TV-serie)

### Roll
- 1999 – Fantasia 2000
- 2002 – Austin Powers in Goldmember (cameoroll)